# Переходы (трилогия)
«Переходы» (другое название «Эволюция», англ. Transitions trilogy) — книжная трилогия Роберта Сальваторе в жанре фэнтези, шестая серия цикла романов о Дзирте До’Урдене. Действие трилогии происходит в вымышленной вселенной Forgotten Realms.
Трилогия сюжетно неоднородна. Первый роман «Король орков» сюжетно связан с предыдущей трилогией «Клинки охотника» и является её логическим продолжением. Из-за этого книгу «Король орков» иногда ошибочно относят к серии «Клинки охотников». Два других романа («Король пиратов» и «Король призраков») рассказывают каждый самостоятельную историю о приключении дроу-следопыта Дзирта До’Урдена и его друзей, причём между тремя историями значительные временные промежутки.

## Король орков (The Orc King, 2007)
Король орков надеется укрепить созданное им Королевство Многих Стрел и дать своим подданным возможность заниматься мирным трудом, заняв достойное место среди цивилизованных рас. Однако его устремления не находят понимания не только у давних врагов - дворфов и эльфов, но и у некоторых соплеменников. Для того чтобы претворить в жизнь свой замысел, король Обальд неминуемо должен сразиться с новым претендентом на власть в королевстве - могучим и бесстрашным вождём легендарного орочьего клана Карук. Казалось бы, дворфам Мифрил Халла нет дела до того, кто из орков победит, - они одинаково ненавидят и того, и другого. И продолжали бы ненавидеть, если бы не одно сенсационное археологическое открытие…
Друзья находят вместо Гаунтлгрима унесенное под землю поселение, где когда-то давно жили вместе дворфы и орки, о чем свидетельствуют письмена.
Единственный выживший дроу Тосун Армго находит утерянный меч Хазид-Хи и продолжает действовать в тылу орков. Инновиндиль погибает вместе с пегасом Закатом, в начале, от вышедшего племени орков Карук и они также убивают большой отряд лунных эльфов. Аластриэль и другие столицы Серебряного Предела решают выжидать и не собирать объединённое войско против орков Обальда. Вульфгар тем временем решает уйти от друзей в Долину, к себе домой и там остепениться. Он отдаёт Кэлси обратно в Аукни её законной матери и уходит. Кэтти-Бри скорее всего больше не сможет воевать, у неё повреждена нога, и она берёт потихоньку уроки магии у Аластриэль.
В конце отряд решает убить Обальда, но дроу убеждает Бренора заключить с ним союз. В итоге отряд убивает Гргуча, который устроил восстание, чтобы продолжать войну. Шаманы и странный гном из подземья, который приложил к этому руку, умирают. Книга заканчивается тем как Бренор и Обальд подписывают договор о совместном существовании в ущелье Гарумна. Через 100 лет, в прологе и эпилоге, описывается как Дзирт устраняет дворфов из организации, преследующей и убивающей орков. Тёмный эльф Тосун выжил и в конце концов стал похожим на Дзирта и обосновался среди лунных эльфов, доказав, что он хороший дроу.

## Король пиратов (The Pirate King, 2008)
Дзирт возвращается в Лускан, а Королевство никогда не будет тем же! Тайное братство уже давно держит город Лускан в своих руках, но когда коррупция поедает их в своих рядах, капитан Дюдермонт приходит на помощь городу, который стал убежищем для самых опасных пиратов Моря Мечей. Но спасти город от них самих не может быть столь же легко, как думает Дюдермонт. И когда Дзирт не может сказать ему об этом, он будет вынужден помочь...
1375-1376 ЛД. 5 лет спустя. Дюдермонт гоняется за пиратами и натыкается на Аргуса Ретха, которому удаётся уйти. Все это делается для того, чтобы корабль Меймуна (главный герой трилогии Камень Тиморы) подошёл к морской фее и Дюдермонт случайно услышал диалог чародейки Арабет с Робийярдом. Там Дюдермонту открываются причины по которой пираты ускользают от них в последнее время. Гильдия Чародеев из Лускана давно сотрудничает с пиратами, тем самым отводя их от Морской Феи. Гильдия Чародеев пытается расширить своё влияние, заключив с помощью демонов союз с орками Обальда. Но Бренор и друзья убивают их демонов, тем самым закрепив союз с Королевством Многих Стрел.
В Глубоководье Дюдермонт сотрудничает с богатым графом Брамблеберри и они идут войной на Лускан, чтобы избавить его от Гильдии Чародеев под предводительством лича Арклема Грита. Башня падает большой ценой: Грит насылает нежить и взрывает её, но губернатором все же становится Дюдермонт. Пять капитанов начинают плести свои интриги. Кенсидан, сын Корабля Ретнора, в итоге собирается взять власть в свои руки, а за ним стоит Джарлаксл и Киммуриэль Облодра (об этом дают понять в конце, хотя и в середине ясно тем, кто читал предыдущие книги). Так чародейка Арабет, помогавшая при битве за Лускан Дюдермонту, работает на два фронта, сотрудничая с Кенсиданом, Грит выживает и хочет расквитаться с Дюдермонтом и Робийярдом, а Валиндра, главная соперница Арабет, которую та убила из-за гнева, после взрыва башни, остаётся в конце живой, воскрешённой личем и держа в руках кусок души Грита. Здесь появляется Морик бродяга, который возвращает статуэтку Дзирта, после того, как Грит изгнал Дзирта на уровень теней, во время битвы за Башню и спасает Робийярда в финальной битве.
Брэган Д'Эрт снабжает поставками дом Ретнора, а Кенсидан остальных, держа тем самым город за горло. Сульджак, пятый капитан, по началу должен был просто находиться рядом с Дюдермонтом, но пытаясь помочь городу и быть честным, погибает от руки дворфа Джарлакса Атрогейта, приставленного телохранителем к Кенсидану и тем самым спровоцировав междоусобицу между Кораблями. Караваны с продовольствием уничтожаются разбойниками, а большая флотилия Арклемом Гритом, который жаждет мести. Город голодает и Дюдермонт ничего не может сделать. Дюдермонт убивает Ретха, который оказался в центре событий и в итоге гибнет в финальной схватке с Кенсиданом, который обратился в большого Ворона. Морская Фея тонет, разбиваясь о скалы в результате битвы Робийярда и Грита, где последний погибает. Меймун склоняется над телом капитана и уносит его на свой корабль.
Дзирт и Реджис посещают долину ледяного ветра, выясняют, что Вульфгар жив и во всю борется против стихии снегов и тундры, становясь ещё сильнее и заново обретая себя. С ним все в порядке. Кэтти-Бри учится магии у Аластриэль и находится в стороне от действа. Лускан пал, капитаны вновь объединились а за ними стоит неутомимый Джарлакс. После продолжительной битвы Атрогейта и Дзирта, дроу и Реджис оказываются с глазу на глаз с Джарлаксом, который окончательно даёт понять подтекст происходящего в городе. Он отпускает Дзирта с Реджисом оставив себе его фигурку.

## Король призраков (The Ghost King, 2009)
Действие романа происходит в 1386 году по Летоисчислению Долины. В мире Торила хаос, вызванный разрушением Плетения Мистры. Магия выходит из-под контроля, становится дикой и искажается. Кристалл Креншинибон, много лет считавшийся уничтоженным, вновь пробуждается в логове дракона Гефестуса. Семь личей-создателей Креншинибона объединяются в единое целое с иллитидом Яраскриком и Гефестусом. Магическая сущность, воплотившаяся в виде дракона-лича называет себя Королём Призраков. Король Призрак одержим жаждой разрушения, так же он хочет отомстить тем, кто пытался уничтожить его много лет назад, особенно Джарлаксу.
Кэтти-бри из-за ранения, полученного во время войны с королём Обальдом, не могла больше сопровождать своего мужа Дриззта в странствиях, поэтому начала обучаться магии. Во время медитации Кэтти-бри поражает неуправляемый поток магической энергии, и её сознание оказывается запертым в пространстве между мирами. Жрецы Мифрил Халла пытаются исцелить её, но их заклинания бессильны. Реджис пытается помочь ей, используя свой магический рубин, но сам оказывается в магической ловушке.
Король Призраков является Джарлаксу в снах и насылает на него Атрогейта и полчища нежити. Дроу-наемник решает обратиться Кеддерли, но чтобы просить помощи у клерика, нужно сперва заручиться поддержкой Дриззта. Джарлакс подстраивает так, чтобы Дриззт и Бренор отправились в Храм Парящего Духа искать помощи у клерика Кеддерли, и присоединяется к ним по дороге.
Окрестности Храма Парящего Духа подвергаются атакам полчищ оживших мертвецов и планарных чудовищ. В самом центре этих событий оказываются дети Кеддерли — Ханалейса и Тэмберли и братья-дварфы Айвен и Пайкел. На деревню Кэррадун происходит первое покушение и дети Кэддерли вместе с Пайкелом помогают отбить осаду и скрываются в ближайших пещерах. Тем временем телом Айвена завладевает иллитид Яраскрик, являющийся одним из воплощений Короля Призраков. Захотев позлить дракона, Яраскрик выходит из тела Айвена и последнему удаётся сбежать в трещину под драконом. Находившейся рядом Данике, разведывающей окрестности показалось, что дракон убил Айвена. Яраскрик понимает, что Креншинибон предпочёл дракона Гефестуса и больше они не являются единым целым. Почувствовав угрозу существования своей сущности, он мысленно обращается к псионику Киммуриэлю Облодра из Брэган Д'Эрт. Взамен помощи побега на Астральный Уровень, Яраскрик рассказывает все информацию о драконе и Креншинибоне и спасается. Передав сведения Джарлаксу, Киммуриэль с дроу из Брэган Д'Эрт помогают выбраться беженцам из пещер. Ханалейса, Тимберрли, Рорик и Валуноплечие отправляются к Храму Парящего Духа. Дзирт и его спутники тоже добираются до Храма, постоянно отбиваясь от нежити и монстров. Кеддерли, осмотрев Кэтти-бри, признает, что не может ей помочь. Дзирт и Бренор в отчаянии, но впереди новое испытание — Король Призраков в теле дракона-лича нападает на Храм. Герои долго обороняют Храм, но победить могущественного драколича невозможно. Кеддерли вступает с Королём Призраков в магическое противостояние и побеждает, но потеряв при этом самого себя. Кеддерли стал Королём Призраков и отныне его судьба — обходить развалины Храма Парящего Духа каждую ночь до скончания веков. Его дети и Даника идут следом за потрёпанным отрядом в Мифрилл Халл.
Дзирт, Бренор, все ещё одержимая Кэтти-бри, Джарлакс и Атрогейт, семья и друзья Кеддерли покидают Храм и направляются в Мифрил Халл, смирившись с участью, постигшей жреца. По воле богини природы Миликки души Кэтти-бри и Реджиса перенеслись на божественный план. Это была награда богини за правильно прожитую жизнь. Книга заканчивается похоронами Кэтти-Бри и Реджиса. Бренор и Дзирт убиты горем. Дзирт с холодной решимостью отмечает, что все бесповоротно изменилось и хорошие времена закончились. Джарлакс остаётся с героями и проникается к ним искренним сочувствием.